# العلاقات البوتسوانية الكينية
العلاقات البوتسوانية الكينية هي العلاقات الثنائية بين بوتسوانا وكينيا.

## التاريخ
هددت بوتسوانا بحظر أوهورو كينياتا من دخول أراضيها في حال عدم تعاونه مع المحكمة الجنائية الدولية وجاء ذلك عقب انتخابه رئيساً لكينيا.
كما قد رفضت بوتسوانا ببداية الأمر قرار الاتحاد الأفريقي الداعي لإسقاط قضية كينياتا في المحكمة الجنائية، ما يجعلها البلد الأفريقي الوحيد الداعم للمحكمة والعضو الوحيد الرافض لقرار الاتحاد الأفريقي بخصوص هذا الشأن. ولكن تراجعت بوتسوانا عن موقفها وأيدت القرار فيما بعد.
سعت بوتسوانا إلى إصلاح العلاقات الدبلوماسية التي غدت متوترة على أثر تعليقات وزير الخارجية البوتسواني حول الرئيس الكيني أوهورو كينياتا. وأُعلن عن زيارة مقررة للرئيس أوهورو كينياتا إلى بوتسوانا للقاء نظيره البوتسواني إيان خاما عام 2013. وتعاون كينياتا مع المحكمة الجنائية وأسقطت التهم الموجهة ضده في شهر ديسمبر من عام 2014.

## التجارة
تبلغ قيمة صادرات كينيا السنوية إلى بوتسوانا حولي 3.7 مليون دولار، وتتكون هذه السلع في الغالب من الخضروات وزيوت البترول والأدوية وقطع تجليد الكتب والطباعة والمنسوجات والآلات وأدوات المائدة والأثاث. بينما تبلغ قيمة صادرات بوتسوانا إلى كينيا حوالي 182,406 دولار، وتتكون هذه السلع في غالبها من مركبات وجرارات ومنسوجات وسلع بلاستيكية.
عقد كِلا البلدان منتدى أعمال حول تحسين العلاقات التجارية في غابورون في يونيو عام 2014.